# Pierre Gabriel Boucher
Pierre Gabriel Ghislain Joseph Boucher (Doornik, 23 maart 1773 - 1 januari 1833), ook genaamd Boucher-Lefèbvre, was een Belgisch senator.

## Levensloop
Boucher was de zoon van Pierre Raphaël Boucher en van Jeanne Pétillon. Hij trouwde met Robertine Lefèbvre.
Hij werd bestuurder van de Burgerlijke godshuizen van Doornik (1822-1832) en gemeenteraadslid van Doornik (1825-1830). Hij werd op 5 november 1832 verkozen tot unionistisch senator voor het arrondissement Doornik, maar overleed minder dan twee maanden later.
Bij koninklijk besluit van 31 oktober 1831 mocht de Sint-Jan-Baptistkerk in Doornik een gift van 815 gulden in ontvangst nemen van Boucher-Levèbvre, om met de intrest ervan jaarlijks elf missen op te dragen.